# 睿真皇后
睿真皇后（えいしんこうごう、生没年不詳）は、唐の代宗の側室で徳宗の生母。姓は沈氏。
呉興の人。玄宗の時代の開元末年（741年）に皇太子（後の粛宗）の東宮に入り、広平王李豫（後の代宗）に嫁いで李适（後の徳宗）を産んだ。安史の乱が起こると、洛陽の宮中で反乱軍に捕らえられた。李豫が洛陽を奪回した時に取り戻されたが、情勢不安定のため長安には行けず、洛陽に留め置かれた。反乱軍の史思明が再び洛陽を占領すると、沈氏は行方不明になった。代宗が立ち李适が皇太子となると、沈氏の行方を捜索したが見つからなかった。息子の徳宗の代の建中年間（780 - 783年）に、生死不明のまま皇太后の尊号を贈られた。

## 登場作品
- 麗王別姫 〜花散る永遠の愛〜（2017年、中国、演：ジン・ティエン）